# UEFA Europa League 2021-2022
La UEFA Europa League 2021-2022 è stata la 51ª edizione (la 13ª con la formula attuale) della UEFA Europa League (già Coppa UEFA), organizzata dalla UEFA. Il torneo è iniziato il 3 agosto 2021 e si è concluso il 18 maggio 2022 con la finale allo stadio Ramón Sánchez-Pizjuán di Siviglia, in Spagna.
Originariamente era previsto che la finale si giocasse alla Puskás Aréna di Budapest, in Ungheria. Tuttavia, a causa del cambio di sede per la finale 2019-2020, le città scelte per ospitare le finali sino al 2023 sono slittate di un anno. Il Villarreal era campione in carica, avendo vinto l'edizione precedente.
In seguito all'istituzione della UEFA Europa Conference League, la terza competizione europea, il numero di squadre partecipanti all'Europa League è stato ridotto, sia per le qualificazioni sia per la fase a gironi, con 8 gironi da 4 rispetto ai 12 delle precedenti edizioni. Di conseguenza, i sedicesimi di finale sono stati sostituiti da uno spareggio che vede affrontarsi le 8 seconde classificate ai gironi e le 8 terze classificate ai gironi di UEFA Champions League, con le vincitrici dei gironi di Europa League che accedono direttamente agli ottavi di finale. Allo stesso modo, le terze classificate nella fase a gironi sono qualificate allo spareggio della Conference League.
Il 24 giugno 2021 l'UEFA ha approvato l'abolizione della regola dei gol in trasferta, che era stata usata dal 1965. Se al termine delle partite di andata e ritorno le due squadre hanno segnato in totale lo stesso numero di reti, il vincitore non è deciso da chi ha segnato più reti in trasferta, ma dalla disputa dei tempi supplementari. In caso di ulteriore parità, il vincitore è deciso tramite la disputa dei tiri di rigore.
Il torneo è stato vinto dai tedeschi dell'Eintracht Francoforte, al secondo successo nella competizione, a 42 anni dal primo trionfo nel 1979-1980, che nella finale hanno battuto gli scozzesi del Rangers 5-4 ai tiri di rigore dopo l'1-1 dei tempi supplementari. I vincitori di questa edizione hanno ottenuto la possibilità di sfidare i vincitori della UEFA Champions League 2021-2022, gli spagnoli del Real Madrid, nella Supercoppa UEFA 2022 e la possibilità di partecipare alla fase a gironi della UEFA Champions League 2022-2023.

## Squadre partecipanti
Considerando i turni preliminari e il turno eliminatorio successivo alla fase a gironi, sono state in tutto 58 le squadre partecipanti alla UEFA Europa League 2021-2022, provenienti da un massimo di 36 Paesi associati e membri della UEFA. Il ranking dei campionati europei è basato sul coefficiente UEFA, il quale determina il numero di squadre che avranno diritto di giocarsi e partecipare alla competizione. Questo è il numero di squadre che parteciperanno per ogni nazione:
| Posizione della federazione in base al coefficiente UEFA per nazioni | Numero di squadre partecipanti |
| -------------------------------------------------------------------- | ------------------------------ |
| 1-5                                                                  | 2                              |
| 6-15                                                                 | 1                              |

In aggiunta, 29 squadre eliminate nei turni preliminari di Champions League verranno trasferite in Europa League, mentre le 8 squadre terze classificate nei rispettivi gironi di Champions League saranno qualificate al turno eliminatorio successivo alla fase a gironi.
|                             |                  | Squadre che accedono nel turno | Squadre provenienti dal turno precedente                                      | Squadre provenienti dalla Champions League |
| --------------------------- | ---------------- | --- | ----------------------------------------------------------------------------- | --- |
| Terzo turno                 | Campioni         | |                                                                               | - 10 eliminate del secondo turno Campioni di Champions League |
| Terzo turno                 | Piazzate         | - 3 vincitori della coppa nazionale dalle federazioni 14-16                                                                                          |                                                                               | - 3 eliminate del secondo turno Piazzate di Champions League |
| Spareggi                    | Spareggi         | - 6 vincitori della coppa nazionale dalle federazioni 8-13                                                                                           | - 5 vincitori del terzo turno Campioni - 3 vincitori del terzo turno Piazzate | - 6 eliminate del terzo turno Campioni di Champions League |
| Fase a gironi               | Fase a gironi    | - 7 vincitori della coppa nazionale dalle federazioni 1-7 - La quarta classificata dalla federazione 5 - 4 quinte classificate dalle federazioni 1-4 | - 10 vincitori degli spareggi                                                 | - 4 eliminate degli spareggi Campioni di Champions League - 2 eliminate degli spareggi Piazzate di Champions League - 4 eliminate del terzo turno Piazzate di Champions League |
| Fase a eliminazione diretta | Spareggi         | | - 8 seconde classificate dei gironi nella fase a gruppi                       | - 8 terze classificate dei gironi nella fase a gruppi di Champions League |
| Fase a eliminazione diretta | Ottavi di finale | | - 8 vincitori dei gironi nella fase a gruppi - 8 vincitori degli spareggi     | |

### Ranking UEFA
Per la UEFA Europa League 2021-2022, le associazioni avranno un numero di squadre determinato dal coefficiente UEFA del 2020, che prende in esame le loro prestazioni nelle competizioni europee dalla stagione 2015-2016 alla stagione 2019-2020.
| Rank | Federazione     | Coeff.  | Squadre |
| ---- | --------------- | ------- | ------- |
| 1    | Spagna          | 102.283 | 2       |
| 2    | Inghilterra     | 90.462  | 2       |
| 3    | Germania        | 74.784  | 2       |
| 4    | Italia          | 70.653  | 2       |
| 5    | Francia         | 59.248  | 2       |
| 6    | Portogallo      | 49.449  | 1       |
| 7    | Russia          | 45.549  | 1       |
| 8    | Belgio          | 37.900  | 1       |
| 9    | Ucraina         | 36.100  | 1       |
| 10   | Paesi Bassi     | 35.750  | 1       |
| 11   | Turchia         | 33.600  | 1       |
| 12   | Austria         | 32.925  | 1       |
| 13   | Danimarca       | 29.250  | 1       |
| 14   | Scozia          | 27.875  | 1       |
| 15   | Repubblica Ceca | 27.300  | 1       |
| 16   | Cipro           | 26.750  | 1       |
| 17   | Svizzera        | 26.400  | 0       |
| 18   | Grecia          | 26.300  | 0       |
| 19   | Serbia          | 25.500  | 0       |

| Rank | Federazione   | Coeff. | Squadre |
| ---- | ------------- | ------ | ------- |
| 20   | Croazia       | 24.875 | 0       |
| 21   | Svezia        | 22.750 | 0       |
| 22   | Norvegia      | 21.750 | 0       |
| 23   | Israele       | 19.250 | 0       |
| 24   | Kazakistan    | 19.250 | 0       |
| 25   | Bielorussia   | 18.875 | 0       |
| 26   | Azerbaigian   | 18.750 | 0       |
| 27   | Bulgaria      | 17.375 | 0       |
| 28   | Romania       | 16.700 | 0       |
| 29   | Polonia       | 16.625 | 0       |
| 30   | Slovacchia    | 15.875 | 0       |
| 31   | Liechtenstein | 13.500 | 0       |
| 32   | Slovenia      | 13.000 | 0       |
| 33   | Ungheria      | 12.875 | 0       |
| 34   | Lussemburgo   | 8.000  | 0       |
| 35   | Lituania      | 7.875  | 0       |
| 36   | Armenia       | 7.625  | 0       |
| 37   | Lettonia      | 7.625  | 0       |

| Rank | Federazione          | Coeff. | Squadre |
| ---- | -------------------- | ------ | ------- |
| 38   | Albania              | 7.375  | 0       |
| 39   | Macedonia del Nord   | 7.375  | 0       |
| 40   | Bosnia ed Erzegovina | 6.875  | 0       |
| 41   | Moldavia             | 6.750  | 0       |
| 42   | Irlanda              | 6.700  | 0       |
| 43   | Finlandia            | 6.500  | 0       |
| 44   | Georgia              | 5.750  | 0       |
| 45   | Malta                | 5.750  | 0       |
| 46   | Islanda              | 5.375  | 0       |
| 47   | Galles               | 5.000  | 0       |
| 48   | Irlanda del Nord     | 4.875  | 0       |
| 49   | Gibilterra           | 4.750  | 0       |
| 50   | Montenegro           | 4.375  | 0       |
| 51   | Estonia              | 4.375  | 0       |
| 52   | Kosovo               | 4.000  | 0       |
| 53   | Fær Øer              | 3.750  | 0       |
| 54   | Andorra              | 2.831  | 0       |
| 55   | San Marino           | 0.666  | 0       |

### Squadre partecipanti
Tra parentesi viene indicata la modalità secondo cui le squadre hanno ottenuto la qualificazione.
- CW-Vincitore della coppa nazionale o della coppa di lega
- UCL-Squadre partecipanti provenienti dalla UEFA Champions League
- UEL-Squadre partecipanti provenienti dalla UEFA Europa League
  - GS-Terze classificate nella fase a gironi
  - PO-Perdenti nel turno degli spareggi
  - Q3-Perdenti nel terzo turno
  - Q2-Perdenti nel secondo turno

| Fase a eliminazione diretta | Fase a eliminazione diretta | Fase a eliminazione diretta | Fase a eliminazione diretta    |
| --------------------------- | --------------------------- | --------------------------- | ------------------------------ |
| RB Lipsia (UCL GS)          | Borussia Dortmund (UCL GS)  | Barcellona (UCL GS)         | Siviglia (UCL GS)              |
| Porto (UCL GS)              | Sheriff Tiraspol (UCL GS)   | Atalanta (UCL GS)           | Zenit San Pietroburgo (UCL GS) |
| Fase a gironi               |                             |                             |                                |
| Real Sociedad (5º)          | Olympique Lione (4º)        | PSV (UCL PO)                |                                |
| Betis (6º)                  | Olympique Marsiglia (5º)    | Ferencváros (UCL PO)        |                                |
| Leicester City (5º)         | Braga (CW)                  | Ludogorec (UCL PO)          |                                |
| West Ham Utd (6º)           | Lokomotiv Mosca (CW)        | Monaco (UCL PO)             |                                |
| Eintracht Francoforte (5º)  | Spartak Mosca (UCL Q3)      | Dinamo Zagabria (UCL PO)    |                                |
| Bayer Leverkusen (6º)       | Genk (UCL Q3)               | Brøndby (UCL PO)            |                                |
| Napoli (5º)                 | Midtjylland (UCL Q3)        |                             |                                |
| Lazio (6º)                  | Sparta Praga (UCL Q3)       |                             |                                |
| Spareggi                    |                             |                             |                                |
| Anversa (3º)                | Fenerbahçe (3º)             | Stella Rossa (UCL Q3)       | Slavia Praga (UCL Q3)          |
| Zorja (3º)                  | Sturm Graz (3º)             | CFR Cluj (UCL Q3)           | Olympiacos (UCL Q3)            |
| AZ Alkmaar (3°)             | Randers (CW)                | Rangers (UCL Q3)            | Legia Varsavia (UCL Q3)        |
| Terzo turno                 |                             |                             |                                |
| Campioni                    | Campioni                    | Piazzate                    | Piazzate                       |
| Omonia (UCL Q2)             | Flora Tallinn (UCL Q2)      | St. Johnstone (CW)          | Anorthōsis (CW)                |
| NŠ Mura (UCL Q2)            | Žalgiris (UCL Q2)           | Jablonec (3º)               | Celtic (UCL Q2)                |
| Qairat (UCL Q2)             | Alaškert (UCL Q2)           | Rapid Vienna (UCL Q2)       | Galatasaray (UCL Q2)           |
| Lincoln Red Imps (UCL Q2)   | Slovan Bratislava (UCL Q2)  |                             |                                |
| Neftçi Baku (UCL Q2)        | HJK (UCL Q2)                |                             |                                |

## Date
Il programma della competizione è il seguente. Tutti i sorteggi saranno tenuti nel quartier generale dell'UEFA a Nyon, ad eccezione di quello per la fase a gironi che si è tenuto a Istanbul.
| Fase                        | Turno            | Sorteggio                 | Andata                                                      | Ritorno                                                     |
| --------------------------- | ---------------- | ------------------------- | ----------------------------------------------------------- | ----------------------------------------------------------- |
| Qualificazioni              | Terzo turno      | 19 luglio 2021 (Nyon)     | 3-5 agosto 2021                                             | 10-12 agosto 2021                                           |
| Qualificazioni              | Spareggi         | 2 agosto 2021 (Nyon)      | 17-18-19 agosto 2021                                        | 26 agosto 2021                                              |
| Fase a gironi               | Prima giornata   | 27 agosto 2021 (Istanbul) | 15-16 settembre 2021                                        | 15-16 settembre 2021                                        |
| Fase a gironi               | Seconda giornata | 27 agosto 2021 (Istanbul) | 30 settembre 2021                                           | 30 settembre 2021                                           |
| Fase a gironi               | Terza giornata   | 27 agosto 2021 (Istanbul) | 19-20-21 ottobre 2021                                       | 19-20-21 ottobre 2021                                       |
| Fase a gironi               | Quarta giornata  | 27 agosto 2021 (Istanbul) | 4 novembre 2021                                             | 4 novembre 2021                                             |
| Fase a gironi               | Quinta giornata  | 27 agosto 2021 (Istanbul) | 24-25 novembre 2021                                         | 24-25 novembre 2021                                         |
| Fase a gironi               | Sesta giornata   | 27 agosto 2021 (Istanbul) | 9 dicembre 2021                                             | 9 dicembre 2021                                             |
| Fase a eliminazione diretta | Spareggi         | 13 dicembre 2021 (Nyon)   | 17 febbraio 2022                                            | 24 febbraio 2022                                            |
| Fase a eliminazione diretta | Ottavi di finale | 25 febbraio 2022 (Nyon)   | 9-10 marzo 2022                                             | 17 marzo 2022                                               |
| Fase a eliminazione diretta | Quarti di finale | 18 marzo 2022 (Nyon)      | 7 aprile 2022                                               | 14 aprile 2022                                              |
| Fase a eliminazione diretta | Semifinali       | 18 marzo 2022 (Nyon)      | 28 aprile 2022                                              | 5 maggio 2022                                               |
| Finale                      | Finale           | 18 marzo 2022 (Nyon)      | 18 maggio 2022 allo Stadio Ramón Sánchez-Pizjuán (Siviglia) | 18 maggio 2022 allo Stadio Ramón Sánchez-Pizjuán (Siviglia) |

## Partite

### Qualificazioni

#### Terzo turno di qualificazione
| Squadra 1        | Totale          | Squadra 2         | Andata   | Ritorno     |
| Campioni         | Campioni        | Campioni          | Campioni | Campioni    |
| ---------------- | --------------- | ----------------- | -------- | ----------- |
| Omonia           | 2 - 2 (5-4 dtr) | Flora Tallinn     | 1 - 0    | 1 - 2 (dts) |
| NŠ Mura          | 1 - 0           | Žalgiris          | 0 - 0    | 1 - 0       |
| Qairat           | 2 - 3           | Alaškert          | 0 - 0    | 2 - 3 (dts) |
| Lincoln Red Imps | 2 - 4           | Slovan Bratislava | 1 - 3    | 1 - 1       |
| Neftçi Baku      | 2 - 5           | HJK               | 2 - 2    | 0 - 3       |
| Piazzate         |                 |                   |          |             |
| Jablonec         | 2 - 7           | Celtic            | 2 - 4    | 0 - 3       |
| Rapid Vienna     | 4 - 2           | Anorthōsis        | 3 - 0    | 1 - 2       |
| Galatasaray      | 5 - 3           | St. Johnstone     | 1 - 1    | 4 - 2       |

#### Spareggi
| Squadra 1    | Totale          | Squadra 2         | Andata | Ritorno |
| ------------ | --------------- | ----------------- | ------ | ------- |
| Randers      | 2 - 3           | Galatasaray       | 1 - 1  | 1 - 2   |
| Rapid Vienna | 6 - 2           | Zorja             | 3 - 0  | 3 - 2   |
| Celtic       | 3 - 2           | AZ Alkmaar        | 2 - 0  | 1 - 2   |
| Fenerbahçe   | 6 - 2           | HJK               | 1 - 0  | 5 - 2   |
| NŠ Mura      | 1 - 5           | Sturm Graz        | 1 - 3  | 0 - 2   |
| Omonia       | 4 - 4 (2-3 dtr) | Anversa           | 4 - 2  | 0 - 2   |
| Olympiacos   | 5 - 2           | Slovan Bratislava | 3 - 0  | 2 - 2   |
| Rangers      | 1 - 0           | Alaškert          | 1 - 0  | 0 - 0   |
| Slavia Praga | 3 - 4           | Legia Varsavia    | 2 - 2  | 1 - 2   |
| Stella Rossa | 6 - 1           | CFR Cluj          | 4 - 0  | 2 - 1   |

### UEFA Europa League

#### Fase a gironi

##### Gruppo A
| Squadra         | Pt | G | V | N | P | GF | GS | DG  |
| --------------- | -- | - | - | - | - | -- | -- | --- |
| Olympique Lione | 16 | 6 | 5 | 1 | 0 | 16 | 5  | +11 |
| Rangers         | 8  | 6 | 2 | 2 | 2 | 6  | 5  | +1  |
| Sparta Praga    | 7  | 6 | 2 | 1 | 3 | 6  | 9  | -3  |
| Brøndby         | 2  | 6 | 0 | 2 | 4 | 2  | 11 | -9  |

| Squadra 1       | Risultato   | Squadra 2       |
| 1ª giornata     | 1ª giornata | 1ª giornata     |
| --------------- | ----------- | --------------- |
| Rangers         | 0 - 2       | Olympique Lione |
| Brøndby         | 0 - 0       | Sparta Praga    |
| 2ª giornata     |             |                 |
| Olympique Lione | 3 - 0       | Brøndby         |
| Sparta Praga    | 1 - 0       | Rangers         |
| 3ª giornata     |             |                 |
| Sparta Praga    | 3 - 4       | Olympique Lione |
| Rangers         | 2 - 0       | Brøndby         |
| 4ª giornata     |             |                 |
| Olympique Lione | 3 - 0       | Sparta Praga    |
| Brøndby         | 1 - 1       | Rangers         |
| 5ª giornata     |             |                 |
| Rangers         | 2 - 0       | Sparta Praga    |
| Brøndby         | 1 - 3       | Olympique Lione |
| 6ª giornata     |             |                 |
| Olympique Lione | 1 - 1       | Rangers         |
| Sparta Praga    | 2 - 0       | Brøndby         |

##### Gruppo B
| Squadra       | Pt | G | V | N | P | GF | GS | DG |
| ------------- | -- | - | - | - | - | -- | -- | -- |
| Monaco        | 12 | 6 | 3 | 3 | 0 | 7  | 4  | +3 |
| Real Sociedad | 9  | 6 | 2 | 3 | 1 | 9  | 6  | +3 |
| PSV           | 8  | 6 | 2 | 2 | 2 | 9  | 8  | +1 |
| Sturm Graz    | 2  | 6 | 0 | 2 | 4 | 3  | 10 | -7 |

| Squadra 1     | Risultato   | Squadra 2     |
| 1ª giornata   | 1ª giornata | 1ª giornata   |
| ------------- | ----------- | ------------- |
| PSV           | 2 - 2       | Real Sociedad |
| Monaco        | 1 - 0       | Sturm Graz    |
| 2ª giornata   |             |               |
| Real Sociedad | 1 - 1       | Monaco        |
| Sturm Graz    | 1 - 4       | PSV           |
| 3ª giornata   |             |               |
| Sturm Graz    | 0 - 1       | Real Sociedad |
| PSV           | 1 - 2       | Monaco        |
| 4ª giornata   |             |               |
| Monaco        | 0 - 0       | PSV           |
| Real Sociedad | 1 - 1       | Sturm Graz    |
| 5ª giornata   |             |               |
| PSV           | 2 - 0       | Sturm Graz    |
| Monaco        | 2 - 1       | Real Sociedad |
| 6ª giornata   |             |               |
| Real Sociedad | 3 - 0       | PSV           |
| Sturm Graz    | 1 - 1       | Monaco        |

##### Gruppo C
| Squadra        | Pt | G | V | N | P | GF | GS | DG |
| -------------- | -- | - | - | - | - | -- | -- | -- |
| Spartak Mosca  | 10 | 6 | 3 | 1 | 2 | 10 | 9  | +1 |
| Napoli         | 10 | 6 | 3 | 1 | 2 | 15 | 10 | +5 |
| Leicester City | 8  | 6 | 2 | 2 | 2 | 12 | 11 | +1 |
| Legia Varsavia | 6  | 6 | 2 | 0 | 4 | 4  | 11 | -7 |

| Squadra 1      | Risultato   | Squadra 2      |
| 1ª giornata    | 1ª giornata | 1ª giornata    |
| -------------- | ----------- | -------------- |
| Spartak Mosca  | 0 - 1       | Legia Varsavia |
| Leicester City | 2 - 2       | Napoli         |
| 2ª giornata    |             |                |
| Napoli         | 2 - 3       | Spartak Mosca  |
| Legia Varsavia | 1 - 0       | Leicester City |
| 3ª giornata    |             |                |
| Spartak Mosca  | 3 - 4       | Leicester City |
| Napoli         | 3 - 0       | Legia Varsavia |
| 4ª giornata    |             |                |
| Legia Varsavia | 1 - 4       | Napoli         |
| Leicester City | 1 - 1       | Spartak Mosca  |
| 5ª giornata    |             |                |
| Spartak Mosca  | 2 - 1       | Napoli         |
| Leicester City | 3 - 1       | Legia Varsavia |
| 6ª giornata    |             |                |
| Napoli         | 3 - 2       | Leicester City |
| Legia Varsavia | 0 - 1       | Spartak Mosca  |

##### Gruppo D
| Squadra               | Pt | G | V | N | P | GF | GS | DG |
| --------------------- | -- | - | - | - | - | -- | -- | -- |
| Eintracht Francoforte | 12 | 6 | 3 | 3 | 0 | 10 | 6  | +4 |
| Olympiacos            | 9  | 6 | 3 | 0 | 3 | 8  | 7  | +1 |
| Fenerbahçe            | 6  | 6 | 1 | 3 | 2 | 7  | 8  | -1 |
| Anversa               | 5  | 6 | 1 | 2 | 3 | 6  | 10 | -4 |

| Squadra 1             | Risultato   | Squadra 2             |
| 1ª giornata           | 1ª giornata | 1ª giornata           |
| --------------------- | ----------- | --------------------- |
| Eintracht Francoforte | 1 - 1       | Fenerbahçe            |
| Olympiacos            | 2 - 1       | Anversa               |
| 2ª giornata           |             |                       |
| Anversa               | 0 - 1       | Eintracht Francoforte |
| Fenerbahçe            | 0 - 3       | Olympiacos            |
| 3ª giornata           |             |                       |
| Fenerbahçe            | 2 - 2       | Anversa               |
| Eintracht Francoforte | 3 - 1       | Olympiacos            |
| 4ª giornata           |             |                       |
| Olympiacos            | 1 - 2       | Eintracht Francoforte |
| Anversa               | 0 - 3       | Fenerbahçe            |
| 5ª giornata           |             |                       |
| Eintracht Francoforte | 2 - 2       | Anversa               |
| Olympiacos            | 1 - 0       | Fenerbahçe            |
| 6ª giornata           |             |                       |
| Fenerbahçe            | 1 - 1       | Eintracht Francoforte |
| Anversa               | 1 - 0       | Olympiacos            |

##### Gruppo E
| Squadra             | Pt | G | V | N | P | GF | GS | DG |
| ------------------- | -- | - | - | - | - | -- | -- | -- |
| Galatasaray         | 12 | 6 | 3 | 3 | 0 | 7  | 3  | +4 |
| Lazio               | 9  | 6 | 2 | 3 | 1 | 7  | 3  | +4 |
| Olympique Marsiglia | 7  | 6 | 1 | 4 | 1 | 6  | 7  | -1 |
| Lokomotiv Mosca     | 2  | 6 | 0 | 2 | 4 | 2  | 9  | -7 |

| Squadra 1           | Risultato   | Squadra 2           |
| 1ª giornata         | 1ª giornata | 1ª giornata         |
| ------------------- | ----------- | ------------------- |
| Lokomotiv Mosca     | 1 - 1       | Olympique Marsiglia |
| Galatasaray         | 1 - 0       | Lazio               |
| 2ª giornata         |             |                     |
| Lazio               | 2 - 0       | Lokomotiv Mosca     |
| Olympique Marsiglia | 0 - 0       | Galatasaray         |
| 3ª giornata         |             |                     |
| Lazio               | 0 - 0       | Olympique Marsiglia |
| Lokomotiv Mosca     | 0 - 1       | Galatasaray         |
| 4ª giornata         |             |                     |
| Galatasaray         | 1 - 1       | Lokomotiv Mosca     |
| Olympique Marsiglia | 2 - 2       | Lazio               |
| 5ª giornata         |             |                     |
| Galatasaray         | 4 - 2       | Olympique Marsiglia |
| Lokomotiv Mosca     | 0 - 3       | Lazio               |
| 6ª giornata         |             |                     |
| Lazio               | 0 - 0       | Galatasaray         |
| Olympique Marsiglia | 1 - 0       | Lokomotiv Mosca     |

##### Gruppo F
| Squadra      | Pt | G | V | N | P | GF | GS | DG |
| ------------ | -- | - | - | - | - | -- | -- | -- |
| Stella Rossa | 11 | 6 | 3 | 2 | 1 | 6  | 4  | +2 |
| Braga        | 10 | 6 | 3 | 1 | 2 | 12 | 9  | +3 |
| Midtjylland  | 9  | 6 | 2 | 3 | 1 | 7  | 7  | 0  |
| Ludogorec    | 2  | 6 | 0 | 2 | 4 | 3  | 8  | -5 |

| Squadra 1    | Risultato   | Squadra 2    |
| 1ª giornata  | 1ª giornata | 1ª giornata  |
| ------------ | ----------- | ------------ |
| Midtjylland  | 1 - 1       | Ludogorec    |
| Stella Rossa | 2 - 1       | Braga        |
| 2ª giornata  |             |              |
| Ludogorec    | 0 - 1       | Stella Rossa |
| Braga        | 3 - 1       | Midtjylland  |
| 3ª giornata  |             |              |
| Ludogorec    | 0 - 1       | Braga        |
| Midtjylland  | 1 - 1       | Stella Rossa |
| 4ª giornata  |             |              |
| Braga        | 4 - 2       | Ludogorec    |
| Stella Rossa | 0 - 1       | Midtjylland  |
| 5ª giornata  |             |              |
| Midtjylland  | 3 - 2       | Braga        |
| Stella Rossa | 1 - 0       | Ludogorec    |
| 6ª giornata  |             |              |
| Ludogorec    | 0 - 0       | Midtjylland  |
| Braga        | 1 - 1       | Stella Rossa |

##### Gruppo G
| Squadra          | Pt | G | V | N | P | GF | GS | DG |
| ---------------- | -- | - | - | - | - | -- | -- | -- |
| Bayer Leverkusen | 13 | 6 | 4 | 1 | 1 | 14 | 5  | +9 |
| Betis            | 10 | 6 | 3 | 1 | 2 | 12 | 12 | 0  |
| Celtic           | 9  | 6 | 3 | 0 | 3 | 13 | 15 | -2 |
| Ferencváros      | 3  | 6 | 1 | 0 | 5 | 5  | 12 | -7 |

| Squadra 1        | Risultato   | Squadra 2        |
| 1ª giornata      | 1ª giornata | 1ª giornata      |
| ---------------- | ----------- | ---------------- |
| Bayer Leverkusen | 2 - 1       | Ferencváros      |
| Betis            | 4 - 3       | Celtic           |
| 2ª giornata      |             |                  |
| Celtic           | 0 - 4       | Bayer Leverkusen |
| Ferencváros      | 1 - 3       | Betis            |
| 3ª giornata      |             |                  |
| Celtic           | 2 - 0       | Ferencváros      |
| Betis            | 1 - 1       | Bayer Leverkusen |
| 4ª giornata      |             |                  |
| Bayer Leverkusen | 4 - 0       | Betis            |
| Ferencváros      | 2 - 3       | Celtic           |
| 5ª giornata      |             |                  |
| Bayer Leverkusen | 3 - 2       | Celtic           |
| Betis            | 2 - 0       | Ferencváros      |
| 6ª giornata      |             |                  |
| Celtic           | 3 - 2       | Betis            |
| Ferencváros      | 1 - 0       | Bayer Leverkusen |

##### Gruppo H
| Squadra         | Pt | G | V | N | P | GF | GS | DG |
| --------------- | -- | - | - | - | - | -- | -- | -- |
| West Ham Utd    | 13 | 6 | 4 | 1 | 1 | 11 | 3  | +8 |
| Dinamo Zagabria | 10 | 6 | 3 | 1 | 2 | 9  | 6  | +3 |
| Rapid Vienna    | 6  | 6 | 2 | 0 | 4 | 4  | 9  | -5 |
| Genk            | 5  | 6 | 1 | 2 | 3 | 4  | 10 | -6 |

| Squadra 1       | Risultato   | Squadra 2       |
| 1ª giornata     | 1ª giornata | 1ª giornata     |
| --------------- | ----------- | --------------- |
| Dinamo Zagabria | 0 - 2       | West Ham Utd    |
| Rapid Vienna    | 0 - 1       | Genk            |
| 2ª giornata     |             |                 |
| Genk            | 0 - 3       | Dinamo Zagabria |
| West Ham Utd    | 2 - 0       | Rapid Vienna    |
| 3ª giornata     |             |                 |
| Rapid Vienna    | 2 - 1       | Dinamo Zagabria |
| West Ham Utd    | 3 - 0       | Genk            |
| 4ª giornata     |             |                 |
| Genk            | 2 - 2       | West Ham Utd    |
| Dinamo Zagabria | 3 - 1       | Rapid Vienna    |
| 5ª giornata     |             |                 |
| Dinamo Zagabria | 1 - 1       | Genk            |
| Rapid Vienna    | 0 - 2       | West Ham Utd    |
| 6ª giornata     |             |                 |
| Genk            | 0 - 1       | Rapid Vienna    |
| West Ham Utd    | 0 - 1       | Dinamo Zagabria |

#### Fase a eliminazione diretta
|  | Spareggi              | Spareggi              | Spareggi | Spareggi |   |                       | Ottavi di finale            | Ottavi di finale | Ottavi di finale | Ottavi di finale |       |              | Quarti di finale | Quarti di finale | Quarti di finale | Quarti di finale |                             |       | Semifinali | Semifinali | Semifinali | Semifinali |  |  | Finale | Finale |
|  |                       |                       |          |          |   |                       |                             |                  |                  |                  |       |              |                  |                  |                  |                  |                             |       |            |            |            |            |  |  |        |        |
|  | Siviglia              | 3                     | 0        | 3        |   |                       | Siviglia                    | 1                | 0                | 1                |       |              |                  |                  |                  |                  |                             |       |            |            |            |            |  |  |        |        |
|  | Dinamo Zagabria       | 1                     | 1        | 2        |   |                       | West Ham Utd (dts)          | 0                | 2                | 2                |       |              |                  |                  |                  |                  |                             |       |            |            |            |            |  |  |        |        |
|  | Dinamo Zagabria       | 1                     | 1        | 2        |   | West Ham Utd          | West Ham Utd (dts)          | 0                | 2                | 2                | 1     | 3            | 4                |                  |                  |                  |                             |       |            |            |            |            |  |  |        |        |
|  |                       |                       |          |          |   |                       |                             |                  |                  |                  | 1     | 3            | 4                |                  |                  |                  |                             |       |            |            |            |            |  |  |        |        |
|  |                       | Olympique Lione       | 1        | 0        | 1 |                       |                             |                  |                  |                  |       |              |                  |                  |                  |                  |                             |       |            |            |            |            |  |  |        |        |
|  | Porto                 | Olympique Lione       | 1        | 0        | 1 | 2                     | 2                           | 4                | Porto            | 0                | 1     | 1            |                  |                  |                  |                  |                             |       |            |            |            |            |  |  |        |        |
|  | Porto                 |                       |          |          |   | 2                     | 2                           | 4                | Porto            | 0                | 1     | 1            |                  |                  |                  |                  |                             |       |            |            |            |            |  |  |        |        |
|  | Lazio                 | 1                     | 2        | 3        |   |                       | Olympique Lione             | 1                | 1                | 2                |       |              |                  |                  |                  |                  |                             |       |            |            |            |            |  |  |        |        |
|  | Lazio                 | 1                     | 2        | 3        |   |                       |                             |                  |                  | 2                |       | West Ham Utd | 1                | 0                | 1                |                  |                             |       |            |            |            |            |  |  |        |        |
|  |                       |                       |          |          |   |                       |                             |                  |                  |                  |       |              |                  |                  |                  |                  |                             |       |            |            |            |            |  |  |        |        |
|  |                       | Eintracht Francoforte | 2        | 1        | 3 |                       |                             |                  |                  |                  |       |              |                  |                  |                  |                  |                             |       |            |            |            |            |  |  |        |        |
|  | Zenit San Pietroburgo | Eintracht Francoforte | 2        | 1        | 3 | 2                     | 0                           | 2                |                  |                  | Betis | 1            | 1                | 2                |                  |                  |                             |       |            |            |            |            |  |  |        |        |
|  | Zenit San Pietroburgo |                       |          |          |   | 2                     | 0                           | 2                |                  |                  | Betis | 1            | 1                | 2                |                  |                  |                             |       |            |            |            |            |  |  |        |        |
|  | Betis                 | 3                     | 0        | 3        |   |                       | Eintracht Francoforte (dts) | 2                | 1                | 3                |       |              |                  |                  |                  |                  |                             |       |            |            |            |            |  |  |        |        |
|  | Betis                 | 3                     | 0        | 3        |   | Eintracht Francoforte | Eintracht Francoforte (dts) | 2                | 1                | 3                | 1     | 3            | 4                |                  |                  |                  |                             |       |            |            |            |            |  |  |        |        |
|  |                       |                       |          |          |   |                       |                             |                  |                  |                  | 1     | 3            | 4                |                  |                  |                  |                             |       |            |            |            |            |  |  |        |        |
|  |                       | Barcellona            | 1        | 2        | 3 |                       |                             |                  |                  |                  |       |              |                  |                  |                  |                  |                             |       |            |            |            |            |  |  |        |        |
|  | Barcellona            | Barcellona            | 1        | 2        | 3 | 1                     | 4                           | 5                | Barcellona       | 0                | 2     | 2            |                  |                  |                  |                  |                             |       |            |            |            |            |  |  |        |        |
|  | Barcellona            |                       |          |          |   | 1                     | 4                           | 5                | Barcellona       | 0                | 2     | 2            |                  |                  |                  |                  |                             |       |            |            |            |            |  |  |        |        |
|  | Napoli                | 1                     | 2        | 3        |   |                       | Galatasaray                 | 0                | 1                | 1                |       |              |                  |                  |                  |                  |                             |       |            |            |            |            |  |  |        |        |
|  | Napoli                | 1                     | 2        | 3        |   |                       |                             |                  |                  |                  |       |              |                  |                  |                  |                  | Eintracht Francoforte (dtr) | 1 (5) |            |            |            |            |  |  |        |        |
|  |                       |                       |          |          |   |                       |                             |                  |                  |                  |       |              |                  |                  |                  |                  |                             |       |            |            |            |            |  |  |        |        |
|  |                       | Rangers               | 1 (4)    |          |   |                       |                             |                  |                  |                  |       |              |                  |                  |                  |                  |                             |       |            |            |            |            |  |  |        |        |
|  | RB Lipsia             | Rangers               | 1 (4)    | 2        | 3 | 5                     |                             |                  | RB Lipsia        | —                | —     | —            |                  |                  |                  |                  |                             |       |            |            |            |            |  |  |        |        |
|  | RB Lipsia             |                       |          | 2        | 3 | 5                     |                             |                  | RB Lipsia        | —                | —     | —            |                  |                  |                  |                  |                             |       |            |            |            |            |  |  |        |        |
|  | Real Sociedad         | 2                     | 1        | 3        |   |                       | Spartak Mosca               | —                | —                | —                |       |              |                  |                  |                  |                  |                             |       |            |            |            |            |  |  |        |        |
|  | Real Sociedad         | 2                     | 1        | 3        |   | RB Lipsia             | Spartak Mosca               | —                | —                | —                | 1     | 2            | 3                |                  |                  |                  |                             |       |            |            |            |            |  |  |        |        |
|  |                       |                       |          |          |   |                       |                             |                  |                  |                  | 1     | 2            | 3                |                  |                  |                  |                             |       |            |            |            |            |  |  |        |        |
|  |                       | Atalanta              | 1        | 0        | 1 |                       |                             |                  |                  |                  |       |              |                  |                  |                  |                  |                             |       |            |            |            |            |  |  |        |        |
|  | Atalanta              | Atalanta              | 1        | 0        | 1 | 2                     | 3                           | 5                | Atalanta         | 3                | 1     | 4            |                  |                  |                  |                  |                             |       |            |            |            |            |  |  |        |        |
|  | Atalanta              |                       |          |          |   | 2                     | 3                           | 5                | Atalanta         | 3                | 1     | 4            |                  |                  |                  |                  |                             |       |            |            |            |            |  |  |        |        |
|  | Olympiacos            | 1                     | 0        | 1        |   |                       | Bayer Leverkusen            | 2                | 0                | 2                |       |              |                  |                  |                  |                  |                             |       |            |            |            |            |  |  |        |        |
|  | Olympiacos            | 1                     | 0        | 1        |   |                       |                             |                  |                  | 2                |       | RB Lipsia    | 1                | 1                | 2                |                  |                             |       |            |            |            |            |  |  |        |        |
|  |                       |                       |          |          |   |                       |                             |                  |                  |                  |       |              |                  |                  |                  |                  |                             |       |            |            |            |            |  |  |        |        |
|  |                       | Rangers               | 0        | 3        | 3 |                       |                             |                  |                  |                  |       |              |                  |                  |                  |                  |                             |       |            |            |            |            |  |  |        |        |
|  | Sheriff Tiraspol      | Rangers               | 0        | 3        | 3 | 2                     | 0                           | 2 (2)            |                  |                  | Braga | 2            | 1                | 3                |                  |                  |                             |       |            |            |            |            |  |  |        |        |
|  | Sheriff Tiraspol      |                       |          |          |   | 2                     | 0                           | 2 (2)            |                  |                  | Braga | 2            | 1                | 3                |                  |                  |                             |       |            |            |            |            |  |  |        |        |
|  | Braga (dtr)           | 0                     | 2        | 2 (3)    |   |                       | Monaco                      | 0                | 1                | 1                |       |              |                  |                  |                  |                  |                             |       |            |            |            |            |  |  |        |        |
|  | Braga (dtr)           | 0                     | 2        | 2 (3)    |   | Braga                 | Monaco                      | 0                | 1                | 1                | 1     | 1            | 2                |                  |                  |                  |                             |       |            |            |            |            |  |  |        |        |
|  |                       |                       |          |          |   |                       |                             |                  |                  |                  | 1     | 1            | 2                |                  |                  |                  |                             |       |            |            |            |            |  |  |        |        |
|  |                       | Rangers (dts)         | 0        | 3        | 3 |                       |                             |                  |                  |                  |       |              |                  |                  |                  |                  |                             |       |            |            |            |            |  |  |        |        |
|  | Borussia Dortmund     | Rangers (dts)         | 0        | 3        | 3 | 2                     | 2                           | 4                | Rangers          | 3                | 1     | 4            |                  |                  |                  |                  |                             |       |            |            |            |            |  |  |        |        |
|  | Borussia Dortmund     |                       |          |          |   | 2                     | 2                           | 4                | Rangers          | 3                | 1     | 4            |                  |                  |                  |                  |                             |       |            |            |            |            |  |  |        |        |
|  | Rangers               | 4                     | 2        | 6        |   |                       | Stella Rossa                | 0                | 2                | 2                |       |              |                  |                  |                  |                  |                             |       |            |            |            |            |  |  |        |        |

##### Spareggi
| Squadra 1             | Totale          | Squadra 2       | Andata | Ritorno     |
| --------------------- | --------------- | --------------- | ------ | ----------- |
| Siviglia              | 3 - 2           | Dinamo Zagabria | 3 - 1  | 0 - 1       |
| Atalanta              | 5 - 1           | Olympiacos      | 2 - 1  | 3 - 0       |
| RB Lipsia             | 5 - 3           | Real Sociedad   | 2 - 2  | 3 - 1       |
| Barcellona            | 5 - 3           | Napoli          | 1 - 1  | 4 - 2       |
| Zenit San Pietroburgo | 2 - 3           | Betis           | 2 - 3  | 0 - 0       |
| Borussia Dortmund     | 4 - 6           | Rangers         | 2 - 4  | 2 - 2       |
| Sheriff Tiraspol      | 2 - 2 (2-3 dtr) | Braga           | 2 - 0  | 0 - 2 (dts) |
| Porto                 | 4 - 3           | Lazio           | 2 - 1  | 2 - 2       |

##### Ottavi di finale
| Squadra 1  | Totale | Squadra 2             | Andata    | Ritorno     |
| ---------- | ------ | --------------------- | --------- | ----------- |
| Rangers    | 4 - 2  | Stella Rossa          | 3 - 0     | 1 - 2       |
| Braga      | 3 - 1  | Monaco                | 2 - 0     | 1 - 1       |
| Porto      | 1 - 2  | Olympique Lione       | 0 - 1     | 1 - 1       |
| Atalanta   | 4 - 2  | Bayer Leverkusen      | 3 - 2     | 1 - 0       |
| Siviglia   | 1 - 2  | West Ham Utd          | 1 - 0     | 0 - 2 (dts) |
| Barcellona | 2 - 1  | Galatasaray           | 0 - 0     | 2 - 1       |
| RB Lipsia  | —      | Spartak Mosca         | Annullata | Annullata   |
| Betis      | 2 - 3  | Eintracht Francoforte | 1 - 2     | 1 - 1 (dts) |

##### Quarti di finale
| Squadra 1             | Totale | Squadra 2       | Andata | Ritorno     |
| --------------------- | ------ | --------------- | ------ | ----------- |
| RB Lipsia             | 3 - 1  | Atalanta        | 1 - 1  | 2 - 0       |
| Eintracht Francoforte | 4 - 3  | Barcellona      | 1 - 1  | 3 - 2       |
| West Ham Utd          | 4 - 1  | Olympique Lione | 1 - 1  | 3 - 0       |
| Braga                 | 2 - 3  | Rangers         | 1 - 0  | 1 - 3 (dts) |

##### Semifinali
| Squadra 1    | Totale | Squadra 2             | Andata | Ritorno |
| ------------ | ------ | --------------------- | ------ | ------- |
| RB Lipsia    | 2 - 3  | Rangers               | 1 - 0  | 1 - 3   |
| West Ham Utd | 1 - 3  | Eintracht Francoforte | 1 - 2  | 0 - 1   |

##### Finale
| Arbitro: | Slavko Vinčić |

|                                  |                      |                                      |
| Borré 69’                        | Marcatori            | 57’ Aribo                            |
| Lenz Hrustic Kamada Kostić Borré | Tiri di rigore 5 – 4 | Tavernier Davis Arfield Ramsey Roofe |

| Eintracht Francoforte | Rangers |

| P               | 1  | Kevin Trapp         |  |      |
| D               | 35 | Tuta                |  | 58’  |
| D               | 18 | Almamy Touré        |  |      |
| D               | 2  | Evan N'Dicka        |  | 100’ |
| C               | 36 | Ansgar Knauff       |  |      |
| C               | 8  | Djibril Sow         |  | 106’ |
| C               | 17 | Sebastian Rode      |  | 90’  |
| C               | 10 | Filip Kostić        |  |      |
| C               | 29 | Jesper Lindstrøm    |  | 70’  |
| C               | 15 | Daichi Kamada       |  |      |
| A               | 19 | Rafael Santos Borré |  |      |
| A disposizione: |    |                     |  |      |
| P               | 31 | Jens Grahl          |  |      |
| D               | 22 | Timothy Chandler    |  |      |
| D               | 24 | Danny da Costa      |  |      |
| D               | 25 | Christopher Lenz    |  | 100’ |
| C               | 6  | Kristijan Jakić     |  | 90’  |
| C               | 7  | Ajdin Hrustic       |  | 106’ |
| C               | 20 | Makoto Hasebe       |  | 58’  |
| C               | 27 | Aymen Barkok        |  |      |
| A               | 9  | Sam Lammers         |  |      |
| A               | 21 | Ragnar Ache         |  |      |
| A               | 23 | Jens Petter Hauge   |  | 70’  |
| A               | 39 | Gonçalo Paciência   |  |      |
| Allenatore:     |    |                     |  |      |
| Oliver Glasner  |    |                     |  |      |

| P                        | 1  | Allan McGregor  |     |      |      |
| D                        | 2  | James Tavernier |     |      |      |
| D                        | 6  | Connor Goldson  |     |      |      |
| D                        | 3  | Calvin Bassey   |     |      |      |
| D                        | 31 | Borna Barišić   |     | 117’ |      |
| C                        | 8  | Ryan Jack       |     | 74’  |      |
| C                        | 4  | John Lundstram  |     |      |      |
| C                        | 14 | Ryan Kent       |     |      |      |
| C                        | 23 | Scott Wright    | 73’ | 74’  |      |
| C                        | 18 | Glen Kamara     |     | 91’  |      |
| A                        | 17 | Joe Aribo       | 62’ | 101’ |      |
| A disposizione:          |    |                 |     |      |      |
| P                        | 28 | Robby McCrorie  |     |      |      |
| P                        | 33 | Jon McLaughlin  |     |      |      |
| D                        | 26 | Leon Balogun    |     |      |      |
| D                        | 43 | Leon King       |     |      |      |
| C                        | 10 | Steven Davis    |     | 74’  |      |
| C                        | 16 | Aaron Ramsey    |     | 117’ |      |
| C                        | 19 | James Sands     |     | 101’ |      |
| C                        | 37 | Scott Arfield   |     | 91’  |      |
| C                        | 51 | Alex Lowry      |     |      |      |
| A                        | 9  | Amad Diallo     |     |      |      |
| A                        | 25 | Kemar Roofe     |     | 117’ |      |
| A                        | 30 | Fashion Sakala  |     | 74’  | 117’ |
| Allenatore:              |    |                 |     |      |      |
| Giovanni van Bronckhorst |    |                 |     |      |      |

| Assistenti arbitrali: Tomaž Klančnik (Slovenia) Andraž Kovačič (Slovenia) Quarto ufficiale: Srđan Jovanović (Serbia) VAR: Pol van Boekel (Paesi Bassi) Assistenti al VAR: Jure Praprotnik (Slovenia) Alejandro Hernández Hernández (Spagna) Roberto Díaz Pérez del Palomar (Spagna) | Regole dell'incontro - due tempi regolamentari da 45 minuti ciascuno; - due tempi supplementari da 15 minuti ciascuno in caso di parità; - tiri di rigore in caso di ulteriore parità; inizialmente cinque per squadra, e a oltranza fino a spareggio in caso di ulteriore parità; - numero massimo di 23 giocatori per squadra a referto (11 in campo e 12 come potenziali sostituti); - cinque sostituzioni permesse nei tempi regolamentari; una sesta permessa nei tempi supplementari. |

## Classifica marcatori[12]
| Gol |  |  | Giocatore           | Squadra               |
| --- |  |  | ------------------- | --------------------- |
| 7   |  |  | James Tavernier     | Rangers               |
| 6   |  |  | Galeno              | Braga                 |
| 6   |  |  | Karl Toko Ekambi    | Olympique Lione       |
| 5   |  |  | Patson Daka         | Leicester City        |
| 5   |  |  | Daichi Kamada       | Eintracht Francoforte |
| 4   |  |  | Rafael Santos Borré | Eintracht Francoforte |
| 4   |  |  | Moussa Diaby        | Bayer Leverkusen      |
| 4   |  |  | Eljif Elmas         | Napoli                |
| 4   |  |  | Ricardo Horta       | Braga                 |
| 4   |  |  | Borja Iglesias      | Real Betis            |
| 4   |  |  | Ciro Immobile       | Lazio                 |
| 4   |  |  | Alfredo Morelos     | Rangers               |
| 4   |  |  | Arkadiusz Milik     | Olympique Marsiglia   |
| 4   |  |  | Christopher Nkunku  | RB Lipsia             |
| 4   |  |  | Mislav Oršić        | Dinamo Zagabria       |
| 4   |  |  | Victor Osimhen      | Napoli                |
| 4   |  |  | Aleksandr Sobolev   | Spartak Mosca         |

## Squadra della stagione
La squadra della stagione è stata selezionata al termine del torneo.
| Ruolo | Naz.                   | Giocatore           | Squadra               |
| ----- | ---------------------- | ------------------- | --------------------- |
| P     | Germania (bandiera)    | Kevin Trapp         | Eintracht Francoforte |
| D     | Inghilterra (bandiera) | Craig Dawson        | West Ham Utd          |
| D     | Austria (bandiera)     | Martin Hinteregger  | Eintracht Francoforte |
| D     | Nigeria (bandiera)     | Calvin Bassey       | Rangers               |
| C     | Inghilterra (bandiera) | James Tavernier     | Rangers               |
| C     | Austria (bandiera)     | Konrad Laimer       | RB Lipsia             |
| C     | Inghilterra (bandiera) | Declan Rice         | West Ham Utd          |
| C     | Serbia (bandiera)      | Filip Kostić        | Eintracht Francoforte |
| A     | Francia (bandiera)     | Christopher Nkunku  | RB Lipsia             |
| A     | Colombia (bandiera)    | Rafael Santos Borré | Eintracht Francoforte |
| A     | Inghilterra (bandiera) | Ryan Kent           | Rangers               |

Giocatore del torneo
 Filip Kostić ( Eintracht Francoforte)
Miglior giovane
 Ansgar Knauff ( Eintracht Francoforte)